# 布雷西亚钟楼
布雷西亚钟楼（Torre dell'Orologio）是一座16世纪建筑，位于意大利布雷西亚的凉廊广场（Piazza della Loggia）。

## 历史
钟楼建于1540年至1550年间，由布雷西亚建筑师卢多维科·贝雷塔设计，他也是凉廊宫（Palazzo della Loggia）的设计师。1543年，现在的时钟取代了上世纪建造的时钟。

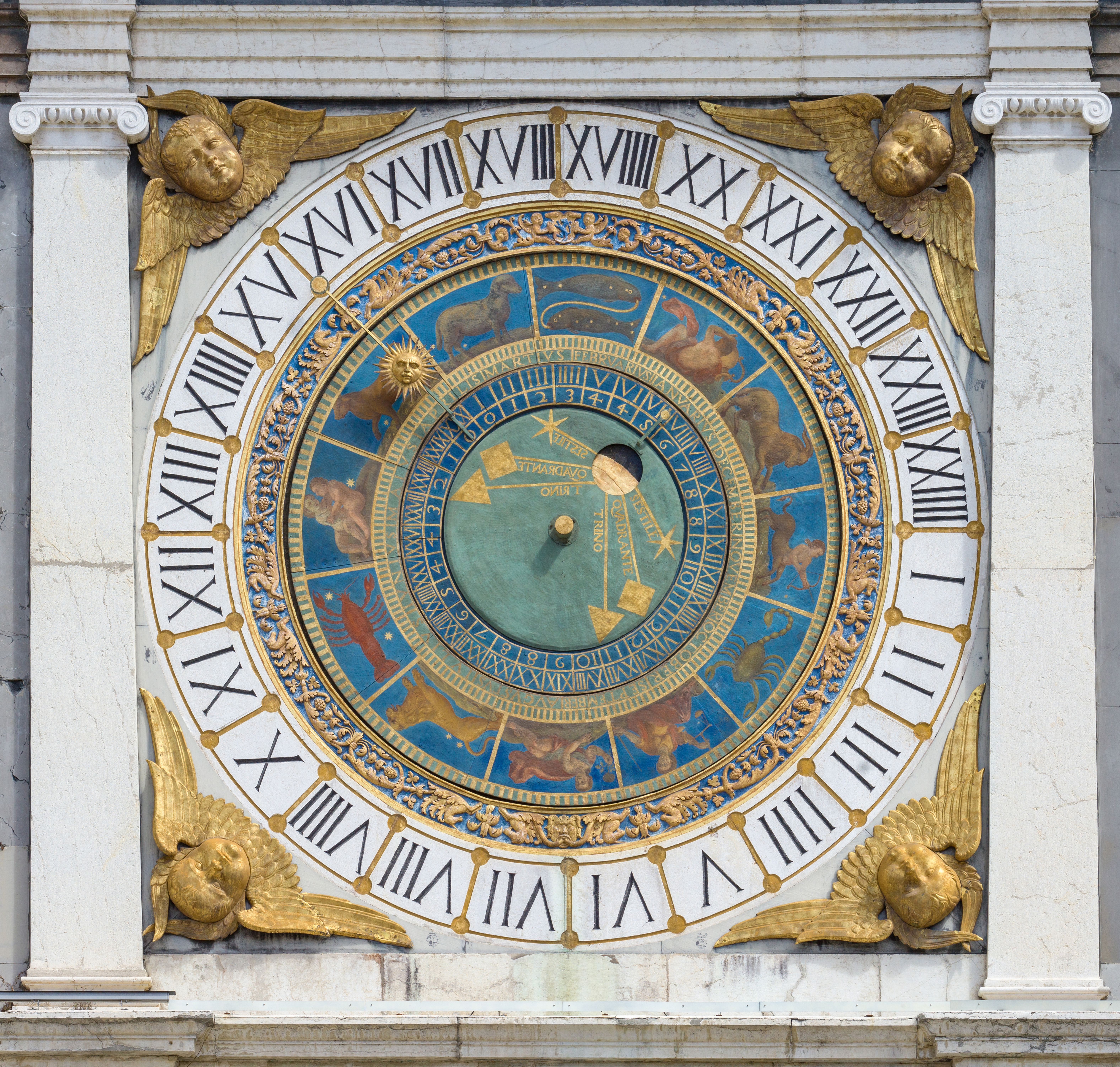
钟面特写

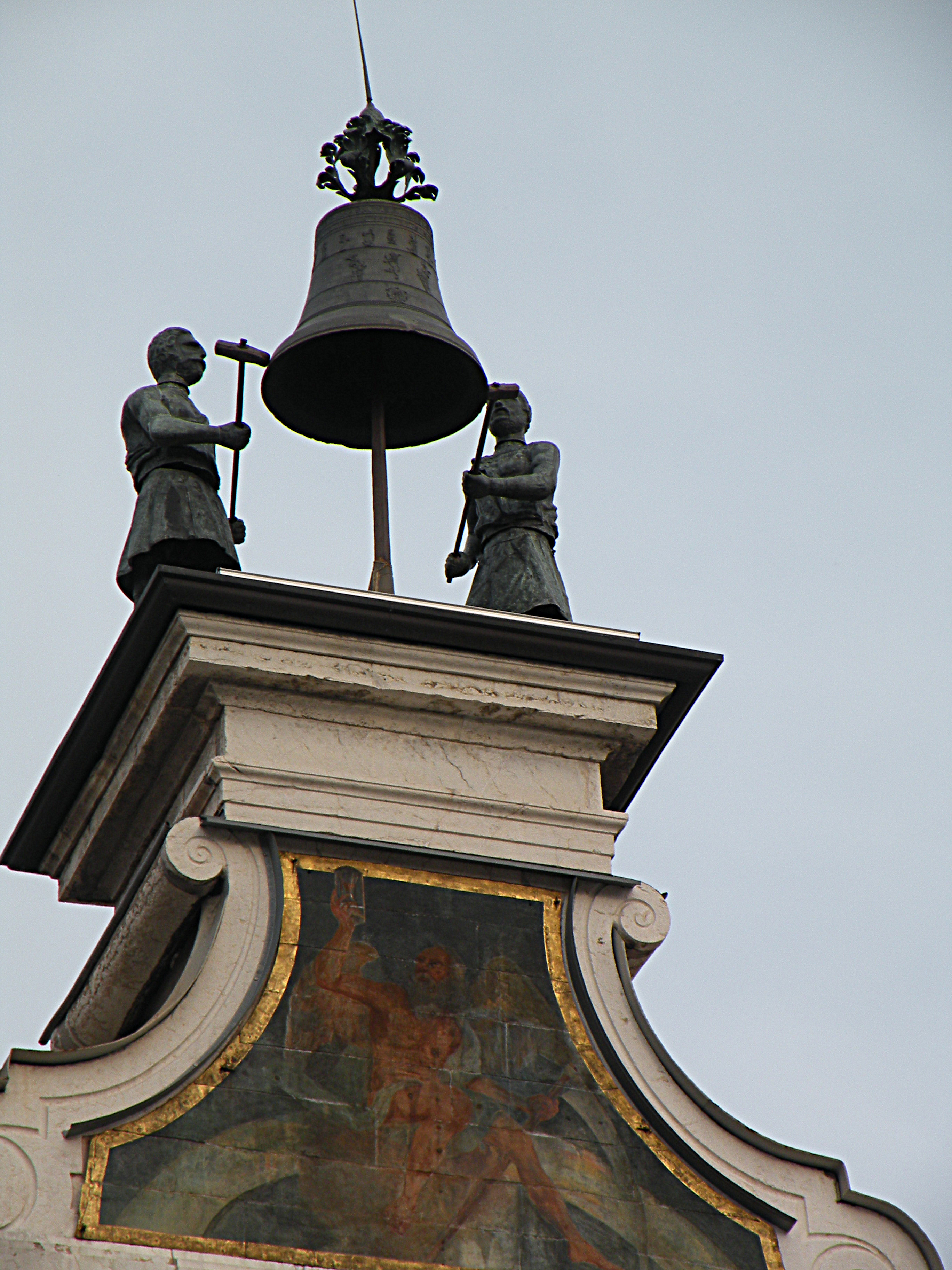

1595年，布雷西亚建筑师皮尔玛丽亚·巴格纳多尔用白色石头建造了一个长长的门廊。之后，1554 年，洛多维科·贝雷塔建造了塔楼下方的通道，将凉廊广场与贝卡利亚大街和保罗六世广场连接起来。